# Una mujer y dos niños junto a una fuente
Una mujer y dos niños junto a una fuente es un boceto preparatorio para el lienzo Los pobres en la fuente, de Francisco de Goya. El pintor aragonés empleó ambas composiciones en su trabajo como artista de la Real Fábrica de Tapices de Santa Bárbara, dependencia encargada de suministrar cartones para tapices a las estancias reales.
Los bocetos de Goya para sus cartones fueron vendidos a los duques de Osuna en 1798, quizá como agradecimiento a sus mecenas. Años después el anticuario Lafora la compró y posteriormente fue adquirido por la colección del Museo Thyssen-Bornemisza.

## Análisis
Existen numerosas diferencias entre el boceto y el cuadro final, sobre todo los borrones y las rápidas pinceladas, típicas de Goya al manejar cuadros de pequeño formato.
A pesar de que el cuadro final ha sido situado en el invierno, en el boceto no hay nada que indique dicha estación. Sin embargo, en el lienzo final Goya añade un árbol con ramas desnudas y los personajes aparentan tener frío. Un niño se cubre las manos sintiendo el inclemente tiempo.
Goya también suprimió el tercer cántaro de la fuente cambiándolo de sitio. Recientes estudios señalan que puede tratarse del albañil herido que aparece en el cuadro homónimo de la misma serie, aludiendo al decreto del rey Carlos III protegiendo a los obreros que fueren heridos en su trabajo.
El pintor usa aquí un tratamiento delicado de las figuras a base de pinceladas ligeras y vibrantes. Las vestiduras de los niños han sido pergeñadas con tal cuidado que se observan sensiblemente en los cordones atados del niño menor y la luz que modela los rostros de los personajes.